# We've got magic to do
We've got magic to do (en castellano: Tenemos magia para hacer) es el 114.º episodio de la serie de televisión norteamericana Gilmore Girls.

## Resumen del episodio
Cuando una reunión de la DAR de Emily está a punto de ser cancelada debido a las pocas ventas. Faltando solo una semana, Rory decide asumir el mando de la organización y hace un trabajo espléndido. Además, Paris pasa por problemas económicos y Rory le da un trabajo en la fiesta como camarera. 
Sookie provoca un pequeño fuego en el Dragonfly, y Lorelai llama a Richard para arreglar lo del seguro. Además, le reclama el que haya permitido que Rory dejase Yale y no lograra hacerle cambiar de opinión a su nieta.
Miss Patty organiza el 28° recital anual y Lorelai le dice a Luke que no es necesario que vaya (pues sabe que él odia ese tipo de cosas), e invierta su tiempo en salidas al campo, algo que él no hacía tiempo atrás. Cuando vuelve, le dice a Lorelai que no le importa si no le gusta ese tipo de eventos, ya que sólo le importa estar junto a ella. 
Entre tanto, la fiesta de Rory es todo un éxito, sin embargo se aparecen los padres de Logan, Mitchum y Shira, y ella no sabe cómo actuar ante la presencia de ellos. Richard confronta a Mitchum y le pregunta qué fue lo que sucedió en el diario y este responde que le dijo a Rory que no sería periodista, y así comprueba que Lorelai había dicho la verdad; y Emily tiene aún un encuentro peor con Shira para hablar sobre la relación de Rory y Logan, pues la encara diciéndole sus defectos.

## Curiosidades
- Miss Patty afirma que Kirk hizo la obra 20 años atrás, pero en el episodio Cinnamon's wake, él se presentó ante ella, pues dijo que recién la conocía.

- Datos: Q6166615